# 2010 en jeu vidéo
 (août 2017).
Si vous disposez d'ouvrages ou d'articles de référence ou si vous connaissez des sites web de qualité traitant du thème abordé ici, merci de compléter l'article en donnant les références utiles à sa vérifiabilité et en les liant à la section « Notes et références ».
Cet article présente les faits marquants de l'année 2010 concernant le jeu vidéo.

## Principaux événements

### Annonces
- 15 avril : Microsoft annonce la fermeture officielle du Xbox Live 1.0[1].
- 15 juin : Nintendo dévoile une nouvelle console portable : la Nintendo 3DS. Elle est présentée lors de l'E3 par le président de Nintendo, Satoru Iwata[2].
- 5 septembre : Gearbox Software a acquis la franchise Duke Nukem, qui appartenait avant à 3D Realms[3].

### Sorties marquantes
- 5 mars : Sortie européenne de la Nintendo DSi XL
- 9 mars : Sortie européenne de Final Fantasy XIII sur PS3 et Xbox 360.
- 16 mars : Sortie américaine de God of War III sur PS3. Le jeu s'est vendu à plus de 1,1 million d'exemplaires[4] en un mois aux États-Unis se plaçant en première place des ventes devant Pokémon Version SoulSilver et Final Fantasy XIII (PS3).
- 28 mars : Sortie en Amérique du Nord de la Nintendo DSi XL.
- 16 avril : Sortie européenne de Grand Theft Auto: The Lost and Damned et de Grand Theft Auto: The Ballad of Gay Tony sur PC et PS3.
- 11 juin : Sortie européenne de Super Mario Galaxy 2 sur Wii.
- 21 mai : Sortie européenne de Red Dead Redemption sur PS3 et Xbox 360 le jeu a été élu « Meilleur jeu de l'année 2010 » par les Video Games Awards[5].
- 16 juillet : Sortie européenne de la Xbox 360 S.
- 23 juillet : Sortie européenne de Dragon Quest IX sur Nintendo DS.
- 27 juillet : Sortie mondiale de StarCraft II sur PC. Le jeu était en développement depuis 2003.
- 14 septembre : Sortie mondiale de Halo: Reach. sur Xbox 360.
- 18 septembre : Sortie japonaise de Pokémon version Noire & Pokémon version Blanche.
- 14 octobre : Sortie mondiale de Just Dance 2 sur Wii.
- 9 novembre : Sortie mondiale de Call of Duty: Black Ops. sur Xbox 360 et PS3.
- 12 novembre : Sortie européenne de Sonic Colours sur Wii et Nintendo DS.
- 18 novembre : Sortie européenne d' Assassin's Creed: Brotherhood sur Xbox 360 et PS3.
- 24 novembre : Sortie mondiale de Gran Turismo 5 sur PS3.
- 25 novembre : Sortie européenne de The Lapins Crétins : Retour vers le passé sur Wii.
- 7 décembre : Sortie mondiale de World of Warcraft: Cataclysm sur Windows et Mac OS.
- 15 décembre : Sortie mondiale de l'adaptation de Riven sur iPhone, iPod Touch et iPad.

### Salons et manifestations
- 15 juin - 17 juin : Electronic Entertainment Expo 2010 à Los Angeles
- 18 août - 22 août : GamesCom 2010 à Cologne